# Leiboldia
Leiboldia é um género botânico pertencente à família Asteraceae.
A autoridade científica do género é Schltdl. ex Gleason, tendo sido publicado em Bulletin of the New York Botanical Garden 4(13): 161. 1906.

## Espécies
Segundo a base de dados The Plant List, o género tem 8 espécies descritas das quais só uma é aceite:
- Leiboldia serrata (D.Don) Gleason